# 小笠原長行
小笠原 長行（おがさわら ながみち）は、唐津小笠原家の世嗣（藩主とする資料もある）。江戸幕府の老中、外国事務総裁。

## 生涯

### 老中就任まで
文政5年（1822年）5月11日、肥前国唐津藩主・小笠原長昌の長男として唐津城二の丸で誕生した。幼名は行若（後に敬七郎）。
文政6年（1823年）に長昌が死去すると、後継の藩主には信濃国松本藩主・戸田光庸の長男・小笠原長国まで4人続いて養子が迎えられ、幼少の長行は庶子として扱われた。
長行は幼少から明敏であったことから、天保9年（1838年）に江戸に出て、そこで朝川善庵に師事した。安政4年（1857年）に長国の養嗣子になり、藩政にも携わって名声を高めた。図書頭と称する。文久2年（1862年）には世嗣の身分のまま、奏者番から若年寄、9月11日には老中格、そしてまもなく老中となった。文久2年8月21日に発生した生麦事件に対しては、事態を早急に終結させるために翌文久3年5月9日（1863年6月24日）、幕府に無断で賠償金10万ポンドをイギリスに支払った。

### 武装上洛、長州征討
文久3年（1863年）5月、イギリスから借り入れた2隻の汽船を含む5隻に、千数百名の兵を引き連れて海路で上京した。この頃、14代将軍・徳川家茂は京都で人質に近い状況に置かれており、この行動は当時京都政局を主導していた尊王攘夷派を一掃するため、京都の武力制圧を図ったものとされている。長行一行は6月1日に大坂に上陸するが、在京幕閣による猛反対に遭い、家茂からも上京差し止めを命じられるにおよび、上京計画を断念した。長行は9日に下坂、10日には老中職を罷免され、結果として家茂の東帰こそ実現したものの、計画自体は完全な失敗に終わった。一行には元外国奉行水野忠徳、南町奉行井上清直ら、攘夷反対を強硬に主張していたグループが同行しており、一連の計画の首謀者は水野であったとも言われている。
元治元年（1864年）に謹慎を解かれて壱岐守となり、慶応元年（1865年）9月4日に再び老中格、さらに老中に再任される。
元治元年7月の第一次長州征討後、幕府は再び長州征伐に取りかかる。慶応2年（1866年）2月、長行は長州処分の幕命を伝えるために広島に赴き、広島藩を通じて長州藩家老と支藩藩主らに召喚命令を出したが、病として拒絶された。翌月、長行はさらに藩主父子、家老、支藩藩主らが出頭するように命令を出したが、長州藩側は命令に従わなかったため、幕府は6月5日をもって諸方面から進撃すると決定し、長行は6月2日に広島を発って小倉へ向かい、征討に備えた。
慶応2年6月7日に周防大島で戦闘が始まり（第二次長州征討）、17日には小倉口でも戦闘が開始される(小倉戦争)。長行は小倉口の総督として幕府陸軍歩兵隊や、小倉藩、熊本藩など九州諸藩の軍勢を指揮し、関門海峡をはさんで長州藩と戦うこととなった。小倉藩は小倉口先鋒として戦意は高かったものの装備は旧式であり、幕府歩兵隊、他の九州諸藩兵とも戦闘に消極的で、長行は諸藩をうまく束ねることができず、優勢な海軍力を有しながらも渡海侵攻を躊躇している間、長州軍が6月17日に田野浦に、7月2日には大里にも上陸して攻勢を掛け、戦闘の主導権を奪われた。7月27日の赤坂・鳥越の戦いでは熊本藩兵が善戦し、長州勢を圧倒する戦いを見せたが、長行が援軍を拒否したことなどから、熊本藩を含む諸藩は不信を強め、この戦闘後に一斉に撤兵・帰国した。長州軍は優勢に戦闘を展開し、幕府側の敗色は濃厚となり、長行は将軍家茂の薨去を機に、事態を収拾することなく戦線を離脱した。孤立した小倉藩は8月1日に小倉城に放火して退却し、小倉戦争は幕府側の敗北に終わった。この敗戦責任を問われた長行は10月に老中を罷免されたが、徳川慶喜の強い意向により、11月には再任された。

### 戊辰戦争とその後
将軍家茂の後継問題に当たり、長行は板倉勝静と共に慶喜を次期将軍に推し、12月に慶喜が15代将軍に就任する。慶喜政権においては、外交担当老中として欧米公使との折衝に当たり、慶應3年6月には外国事務総裁に任じられた。
慶應4年（1868年）、大政奉還の後、上方で新政府と旧幕府との緊張が高まる中、江戸にあった長行は非戦を主張するが、鳥羽・伏見の戦いを経て戊辰戦争が起こる。唐津藩も新政府軍の討伐対象となったが、藩主・小笠原長国は世嗣・長行との養子関係を義絶し、新政府に降伏した。大坂から逃げ帰り恭順の意を決していた慶喜に対し、長行は徹底抗戦を主張するが遠ざけられ、2月10日に老中を辞任した。3月、国元の唐津から帰国の命令が来ると、長行は江戸を逐電して奥州棚倉へ向かった。4月、江戸城が無血開城した後の上野戦争で幕府勢力は敗北し、新政府軍が会津へ迫ると、長行は棚倉から会津へ入り、新政府軍に抗戦する。奥羽越列藩同盟が結成された後には板倉勝静と共に参謀となり、白石に赴く。会津戦争において会津藩が敗れると、仙台から榎本武揚の軍艦開陽丸に乗船して箱館へ向かったが、榎本の箱館政権には参画していない。明治2年（1869年）5月、箱館戦争で旧幕府勢力が敗れると、長行はアメリカ汽船で脱出潜伏して行方不明となった。
明治5年（1872年）4月には東京に戻り、7月に新政府に自首したが、小笠原長国らの赦免運動もあって8月4日に赦されている。その後は東京駒込動坂町の小邸に隠棲し、明治9年（1876年）11月従五位に叙任され、明治13年（1880年）6月には従四位に叙任された。明治24年（1891年）1月25日、駒込の自邸で死去した。享年70（満68歳没）。辞世の句は、「夢よ夢 夢てふ夢は夢の夢 浮世は夢の 夢ならぬ夢」であった。
墓所は元は天王寺（東京都台東区）の谷中霊園であったが、後に子の長生により日蓮宗の妙祐山幸龍寺（世田谷区北烏山）に改葬された。長国の跡を継いだ長生は子爵を授爵し、海軍中将に進んだ。
養父・長国から養子関係を絶縁されても、最後まで譜代の家臣として幕府に忠誠を誓った。

## 系譜
- 父：小笠原長昌（1796年 - 1823年）
- 母：松倉氏
- 養父：小笠原長国（1812年 - 1877年）
  - 義弟：小笠原胖之助（1852年 - 1868年） - 小笠原長泰の末子
- 妻：満寿子（1847年 - 1923年） - 小笠原長国の娘、1882年離縁。
  - 次男：静（1872年 - ?）
  - 長女：艶子（1876年1月 - ?） - 佐藤鉄太郎夫人
  - 三男：丁（1878年 - ?）
  - 四男：壬午郎（1882年8月 - ?）- 名村泰蔵養子
- 妾：美和 - 松田迂仙（儒者）の娘
  - 長男：小笠原長生（1867年 - 1958年）
- 生母不明の子女
  - 次女：能勢子 - 上野亮（海軍大佐）の妻。[3]